# Khuang Aphaiwong
Kuang Aphaiwong (taj.  ควง อภัยวงศ์, ur. 17 maja 1902 w Bătdâmbângu, zm. 15 marca 1968 w Bangkoku) – tajski polityk, trzykrotny premier Tajlandii (1944-1945, 1946 i 1947-1948).
Pochodził z wpływowej khmerskiej rodziny. Kształcił się w Paryżu, po powrocie do Tajlandii przyłączył się do Pridi'ego Banomyonga i innych byłych studentów w przeprowadzonym przez nich bezkrwawym zamachu stanu z 1932, w którym obalono monarchię absolutną i ustanowiono konstytucyjny rząd. Podczas II wojny światowej, 1941-1944 pełnił urząd ministra handlu i komunikacji w rządzie Plaeka Pibulsongkrama i był jednym z niewielu ministrów w tym rządzie, którzy nie byli projapońscy. W sierpniu 1944 na rok objął urząd premiera, ustąpił ze stanowiska sprzeciwiając się dominacji Pridi'ego, później przewodził konserwatywną frakcją prokrólewską, zakładając Partię Demokratyczną - pierwsze duże ugrupowanie opozycyjne w nowym zgromadzeniu parlamentarnym Tajlandii. W 1946 i ponownie na przełomie 1947-1948 pełnił urząd premiera, jednak w 1948 został ostatecznie obalony przez Phibunsongkhrama. Pozostał popularną postacią w tajskiej polityce, mimo że do końca życia pozostawał zdecydowanym przeciwnikiem reżimu wojskowego, który sprawował rządy po obaleniu jego rządu.